# Exitianus frontalis
Exitianus frontalis är en insektsart som beskrevs av William Lucas Distant 1917. Exitianus frontalis ingår i släktet Exitianus och familjen dvärgstritar. Inga underarter finns listade i Catalogue of Life.